# Черноспинный сокол
Черноспинный сокол (лат. Falco dickinsoni) — вид птиц из семейства соколиных. Назван в честь английского врача и миссионера Джона Дикинсона (1832—1863), который добыл типовой экземпляр. Он участвовал в экспедиции Давида Ливингстона (1813—1873), но умер от малярии в Малави.

## Распространение
Обитают в южной и восточной части Африки.

## Описание
Имеют относительно небольшое (длина 27—30 см) тело с крупной квадратной головой. Размах крыльев 61—68 см. Вес 167—246 г. Самки примерно на 4 % крупнее и на 10—20 % тяжелее самцов. Оперение преимущественно тёмно-серое с бледными головой и задом. Клюв тёмно-серый, глаза коричневые. Хвост птицы серый с прямыми чёрными полосками и широкой субтерминальной полосой.

## Биология
Это хищные птицы. Охотятся они с налёта, а парят только изредка. Крупные насекомые, такие как кузнечики, составляют основную часть рациона. Также они питаются ящерицами и амфибиями, а иногда птицами, летучими мышами, грызунами и змеями. Травяные пожары часто привлекают соколов, которые хватают добычу, пытающуюся спастись от пламени.
В кладке бывает от одного до четырёх яиц. Самка насиживает их не менее 30 дней.

## Охранный статус
МСОП присвоил таксону охранный статус «Виды, вызывающие наименьшие опасения» (LC).